# Michael Berrer
Michael Berrer (Estugarda, 1 de Julho de 1980) é um tenista profissional alemão.
Teve como ponto alto da carreira em termos de ranking, o 42º lugar do ranking mundial masculino, obtido em maio de 2010.
O alemão jamais conquistou um título de simples em nível ATP, ainda que já tenha decidido o ATP de Zagreb em 2010 e 2011. Já em duplas, o alemão jogando ao lado do compatriota Rainer Schüttler conquistou o ATP de Munique em 2008. Além desse título, ele foi vice-campeão em duplas nos ATPs de Pequim em 2006 e Stuttgart em 2008. Em competições de nível Challenger, acumula dez títulos na carreira, sendo nove em quadras duras cobertas.
Conquistou apenas três vitórias contra tenistas top 10 da ATP, e elas foram contra Tomáš Berdych, Nikolay Davydenko e Rafael Nadal.

## ATP finais

### Simples: 2 (0–2)
| Legenda                           |
| --------------------------------- |
| Grand Slam (0–0)                  |
| ATP World Tour Finals (0–0)       |
| ATP World Tour Masters 1000 (0–0) |
| ATP World Tour 500 Series (0–0)   |
| ATP World Tour 250 Series (0–2)   |

| Posição | N. | Data              | Torneio             | Piso     | Oponente    | Placar             |
| ------- | -- | ----------------- | ------------------- | -------- | ----------- | ------------------ |
| Vice    | 1. | Fevereiro 7, 2010 | Zagreb, Croácia     | Duro (i) | Marin Čilić | 4–6, 7–6(7–5), 3–6 |
| Vice    | 2. | Fevereiro 6, 2011 | Zagreb, Croácia (2) | Duro (i) | Ivan Dodig  | 3–6, 4–6           |

### Duplas: 3 (1–2)
| Legenda                           |
| --------------------------------- |
| Grand Slam (0–0)                  |
| ATP World Tour Finals (0–0)       |
| ATP World Tour Masters 1000 (0–0) |
| ATP World Tour 500 Series (0–0)   |
| ATP World Tour 250 Series (1–2)   |

| Posição | N. | Data              | Torneio             | Piso   | Parceiro         | Oponente                              | Placar           |
| ------- | -- | ----------------- | ------------------- | ------ | ---------------- | ------------------------------------- | ---------------- |
| Vice    | 1. | Setembro 18, 2006 | Beijing, China      | Duro   | Kenneth Carlsen  | Mario Ančić Mahesh Bhupathi           | 6–4, 6–3         |
| Campeão | 1. | Maio 4, 2008      | Munique, Alemanha   | Saibro | Rainer Schüttler | Scott Lipsky David Martin             | 7–5, 3–6, [10–8] |
| Vice    | 2. | Julho 13, 2008    | Stuttgart, Alemanha | Saibro | Rainer Schüttler | Christopher Kas Philipp Kohlschreiber | 6–3, 6–4         |